# Юань Чжундао
Юань Чжундао (袁中道, 1570 —1624) — китайський письменник, поет, мандрівник часів династії Мін.

## Життєпис
Народився у 1570 році у родині літераторів та вчених. Отримав гарну освіту. Під впливом братів Юань Цзундао та Юань Хундао почав займатися літературною діяльністю. Значний час витрачав на складання іспитів: повітових та провінційних. Між проведенням іспитів багато подорожував країною. Під час мандрів знайомився з відомими людьми тогочасного Китаю, зокрема філософом Лі Чжи, єзуїтом Маттео Річчі. У 1616 році він отримує вищу вчену ступінь цзіньши. Згодом призначається до медичного департаменту уряду. На цій посаді він був до самої смерті у 1624 році.